# 국도 제B15호선 (나미비아)
국도 제B15호선(B15 road)은 추메브에서 카트위트위까지 이르는 총 연장 239 km의 거리를 이루는 나미비아의 일반 국도이다. 그러나 해당 도로의 총 사업비는 9억 1,000만 나미비아 달러(약 55,756,400 미국 달러/약 632억 원)의 비용이 든 것으로 나와 있다. 다만 도로와 관련된 공사의 경우 나미비아 도로공사(RCC)와 중국 측 협력단이 2009년부터 3단계에 걸쳐 분할된 형태로 사업하였으며 2013년 정식으로 개통되었다.